# Ichneumon alpha
Ichneumon alpha är en stekelart som beskrevs av Charles Thomas Brues 1910. Ichneumon alpha ingår i släktet Ichneumon och familjen brokparasitsteklar. Inga underarter finns listade i Catalogue of Life.